# Wim van der Voort
Willem (Wim) van der Voort ('s-Gravenzande, 24 maart 1923 - Delft, 23 oktober 2016) was een Nederlands langebaanschaatser, die vooral succesvol was op de 1500 meter. Op die afstand won hij een zilveren medaille bij de Olympische Winterspelen van 1952. De Noor Hjalmar Andersen bleef hem 0,2 seconde voor, mede dankzij het feit dat het tijdens de rit van Van der Voort had gesneeuwd. 
Van der Voort eindigde als derde in het eindklassement van het wereldkampioenschap allround in 1953. Ook werd hij tweemaal tweede op het Europees kampioenschap allround: in 1951 achter Andersen (die door een flitslicht van een fotograaf werd verblind, daardoor in de twaalfde ronde van de tien kilometer in een scheur schaatste en daarna binnen een uur mocht overrijden) en in 1953 achter landgenoot Kees Broekman. 

## Records

### Wereldrecords laaglandbaan (officieus)
| Nr. | Afstand    | Tijd   | Datum           | Baan      |
| --- | ---------- | ------ | --------------- | --------- |
| 1.  | 1500 meter | 2.17,6 | 19 januari 1952 | Trondheim |

## Resultaten
| Jaar | NK Allround | EK Allround | Olympische Spelen           | WK Allround |
| ---- | ----------- | ----------- | --------------------------- | ----------- |
| 1947 | 15e         | -           |                             | -           |
| 1948 |             | 10e         | -                           | -           |
| 1949 |             | 9e          |                             | 11e         |
| 1950 |             | 6e          |                             | 11e         |
| 1951 |             | Zilver      |                             | 9e          |
| 1952 |             | 5e          | 19e 500m · 1500m · 5e 5000m | NC14        |
| 1953 |             | Zilver      |                             | Brons       |
| 1954 |             | 8e          |                             | -           |
| 1955 | NC14        | -           |                             | -           |
| 1956 | NS2         | -           | -                           | -           |

### Medaillespiegel
| Kampioenschap     | Goud | Zilver | Brons |
| ----------------- | ---- | ------ | ----- |
| NK Allround       | 0    | 0      | 0     |
| EK Allround       | 0    | 2      | 0     |
| Olympische Spelen | 0    | 1      | 0     |
| WK Allround       | 0    | 0      | 1     |

## Persoonlijke records
| Afstand      | Tijd    | Datum            | Baan  |
| ------------ | ------- | ---------------- | ----- |
| 500 meter    | 43,6    | 10 februari 1951 | Davos |
| 1000 meter   | 1.29,4  | 2 februari 1954  | Davos |
| 1500 meter   | 2.14,9  | 25 januari 1953  | Davos |
| 3000 meter   | 4.45,0  | 24 januari 1953  | Davos |
| 5000 meter   | 8.20,1  | 25 januari 1953  | Davos |
| 10.000 meter | 17.28,8 | 6 februari 1949  | Davos |